# Korean Music Awards
Los Korean Music Awards son unos premios surcoreanos de música realizados anualmente para galardonar tanto a artistas populares como alternativos de una variedad de géneros. A diferencia de otras grandes ceremonias surcoreanas de premios de música, que se basan principalmente en el número de ventas para determinar a los ganadores, los Korean Music Awards distribuyen los premios de acuerdo con las recomendaciones de un panel de jueces, que consiste en críticos musicales, productores de programas de radio, académicos y otros profesionales dentro de la industria. La primera entrega se celebró en 2004.

## Categorías
Actualmente el evento tiene aproximadamente 20 categorías, incluyendo: Músico del año, álbum del año, canción del año, novato del año y premios en géneros como pop, rock, rock moderno, metal & hardcore, música tradicional, EDM, hip hop, R&B y soul, y jazz y crossover.

## Principales ganadores

### Músico del año
| Año  | Ganador             | Ganador       | Ganador            |
| ---- | ------------------- | ------------- | ------------------ |
| 2020 | Kim Oki             | -             | -                  |
| 2019 | BTS                 | -             | -                  |
| 2018 | BTS                 | -             | -                  |
| 2017 | Jay Park            | -             | -                  |
| 2016 | Deepflow            | -             | -                  |
| 2015 | Lee Seung Hwan      | -             | -                  |
| 2014 | Sunwoo Jung-a       | -             | -                  |
| 2013 | Psy                 | -             | -                  |
| 2012 | Kiha & The Faces    | -             | -                  |
| 2011 | Galaxy Express      | -             | -                  |
| 2010 | Seoul Electric Band | -             | -                  |
| 2009 | Toy                 | -             | -                  |
| 2008 | Yi Sung-yol         | -             | -                  |
| 2007 | Lee Ji-hyung        | Park Seon-joo | No Brain           |
| 2006 | Cho Kyu-chan        | Lee Tzsche    | W                  |
| 2005 | Lee Seung-chul      | Lee So-ra     | Clazziquai Project |
| 2004 | Wheesung            | Lee Tzsche    | Big Mama           |

Nota: El premio para músico del año se dividió en premios para artistas masculinos, femeninas y grupos desde 2004 hasta 2007.  

### Canción del año
| Año  | Ganador           | Canción                   |
| ---- | ----------------- | ------------------------- |
| 2021 | Aespa             | «Next Level»              |
| 2020 | Jannabi           | «For Lovers Who Hesitate» |
| 2019 | BTS               | «Fake Love»               |
| 2018 | Hyukoh            | «Tomboy»                  |
| 2017 | Bolbbalgan4       | «Galaxy»                  |
| 2016 | Big Bang          | «Bae Bae»                 |
| 2015 | So-you & Junggigo | «Some»                    |
| 2014 | Cho Yong-pil      | «Bounce»                  |
| 2013 | Psy               | «Gangnam Style»           |
| 2012 | IU                | «Good Day»                |
| 2011 | Hot Potato        | «Confession»              |
| 2010 | Girls' Generation | «Gee»                     |
| 2009 | Kiha & The Faces  | «Cheap Coffee»            |
| 2008 | Lee Juck          | «It's Fortunate»          |
| 2007 | Lee Han-chul      | «Superstar»               |
| 2006 | Yoon Do-hyun      | «It Must Have Been Love»  |
| 2005 | Cho PD            | «Friend»                  |
| 2004 | Loveholics        | «Loveholic»               |